# Dysgena olapae
Dysgena olapae – gatunek chrząszcza z rodziny czarnuchowatych.
Gatunek ten opisany został w 2016 roku na podstawie pojedynczego samca.
Chrząszcz o ciele długości 20,1 mm, jedwabiście matowym, ubarwionym czarniawobrązowo, poza czołem z rudym podbarwieniem. Ma prawie kwadratową, silnie punktowaną, żółtawo owłosioną głowę z prawie kulistymi, nerkowatymi w profilu oczami, zajmującymi całe jej boki. Gulę ma pokrytą drobnymi mikrożłobieniami. Przedplecze ma nieco poprzeczne, o wszystkich kątach prostych, delikatnie obrzeżonej krawędzi przedniej, regularnie pokryte małymi, silnymi, okrągłymi punktami, rzadko oddalonymi od siebie bardziej niż ich średnice. Pokrywy ma ponad półtorakrotnie dłuższe niż szerokie, pozbawione guzków barkowych. Ich rzędy tworzą silnie wgłębione, małe, okrągłe punkty. Międzyrzędy pokrywają bardzo powierzchowne punkty, z których część nosi zakrzywione, żółte włoski. Śródpiersie i episterna ma nagie, silnie punktowane.
Owad afrotropikalny, znany z jednego stanowiska w dolnym biegu rzeki Tany w Kenii.